# MP 40
La MP 38 i MP 40 (MP fa referència a Maschinenpistole en alemany que significa literalment "Pistola Mecànica") és un subfusell desenvolupat a l'Alemanya nazi. Aquesta arma de foc va ser àmpliament utilitzada durant la Segona Guerra Mundial per tropes com els paracaigudistes, tripulacions dels tancs, i líders d'esquadra.

## Desenvolupament

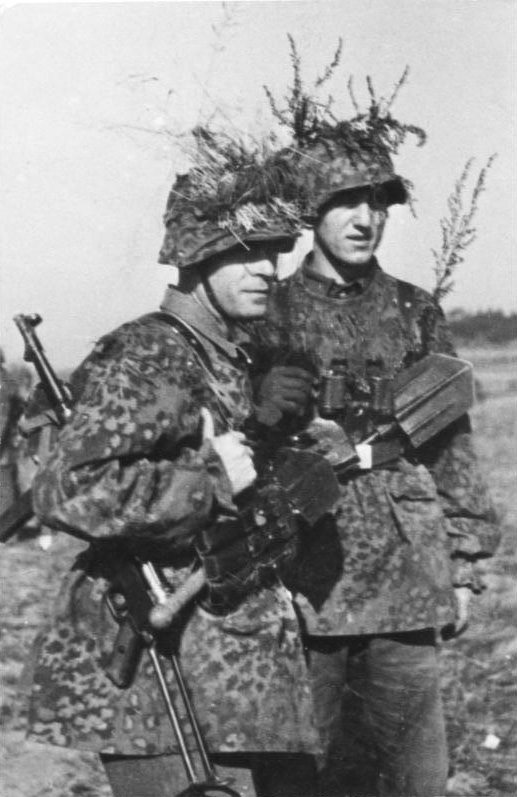
Soldats de les Waffen SS armats amb subfusells MP 40.

L'MP 40 és una evolució del seu predecessor, l'MP 38, basat al seu torn en el prototip MP 36. Aquest model va ser desenvolupat independentment per l'empresa d'armament lleuger Erma Werke amb finançament de l'exèrcit alemany.